# Parancistrocerus hongkongensis
Parancistrocerus hongkongensis är en stekelart som beskrevs av Gusenleitner 2002. Parancistrocerus hongkongensis ingår i släktet Parancistrocerus och familjen Eumenidae. Inga underarter finns listade i Catalogue of Life.